# Noordpool orkest
Het Noordpool orkest is een orkest voor lichte muziek uit Noord Nederland en is gevestigd in Groningen. In 2009 speelde het zijn eerste concerten, voordat Stichting Noordpool Orkest in 2010 werd opgericht.
Het orkest heeft 42 professionele musici en bestaat uit een bigband aangevuld met strijkers. Het ensemble speelt muziek in genres behalve klassieke muziek. Van jazz tot wereldmuziek, hiphop, drum'n bass, pop, elektronische muziek, filmmuziek en kleinkunst. Het orkest begeleidde in het verleden al solisten als Douwe Bob, Waylon, Ellen ten Damme en Bert Visscher en stond met Ed Kowalczyk (Live) op het hoofdpodium van Pinkpop en met Jose James op North Sea Jazz. In het kader van Cinema In Concert heeft het Noordpool Orkest heeft al diverse films van een live soundtrack voorzien, onder meer Love Actually en Home Alone.
Het staat onder leiding van dirigent Reinout Douma.

## Discografie
- Radiohead, A Jazz Symphony (Challenge Records, 2012)
- 'Vasalis' met zangeres Janne Schra (ISVW uitgevers 2017)